# 르네루이 베르
르네루이 베르(프랑스어: René-Louis Baire, IPA: [ʁənelwi bɛʁ], 1874년 1월 21일 ~ 1932년 7월 5일)는 프랑스의 수학자다. 베르 범주 정리를 증명하였다.

## 생애
1874년 1월 21일 파리에서 태어났다. 베르의 아버지는 가난한 재단사였다. 베르는 어려서부터 병약했으며, 또한 광장 공포증에 시달렸다.
베르는 장학금을 받아 학교를 다녔으며, 이후 1891년에 에콜 노르말 쉬페리외르에 입학하여 1899년에 박사 학위를 수여받았다. 이 박사 학위 논문에서 베르는 베르 공간 · 베르 범주 정리 · 제1 범주 집합 · 준열린집합의 개념을 도입하였다.
이후 베르는 고등학교 수학 교사로 일하다가, 1901년에 몽펠리에 대학교 조교수(프랑스어: maître de conférences)로 부임하였다. 1905년에 부르고뉴 대학교로 이전하였으며, 1907년에 교수로 승진하였다.
1925년에 부르고뉴 대학교에서 은퇴하였으며, 부족한 연금으로 인하여 빈곤에 시달렸다. 1932년 7월 5일 샹베리에서 사망하였다.

## 참고 문헌
- Dunham, William (2005). 《The calculus gallery: masterpieces from Newton to Lebesgue》 (영어). Princeton University Press. ISBN 978-0-691-13626-4. 2016년 9월 12일에 원본 문서에서 보존된 문서. 2016년 9월 2일에 확인함.